# Sociale Verzekeringsbank

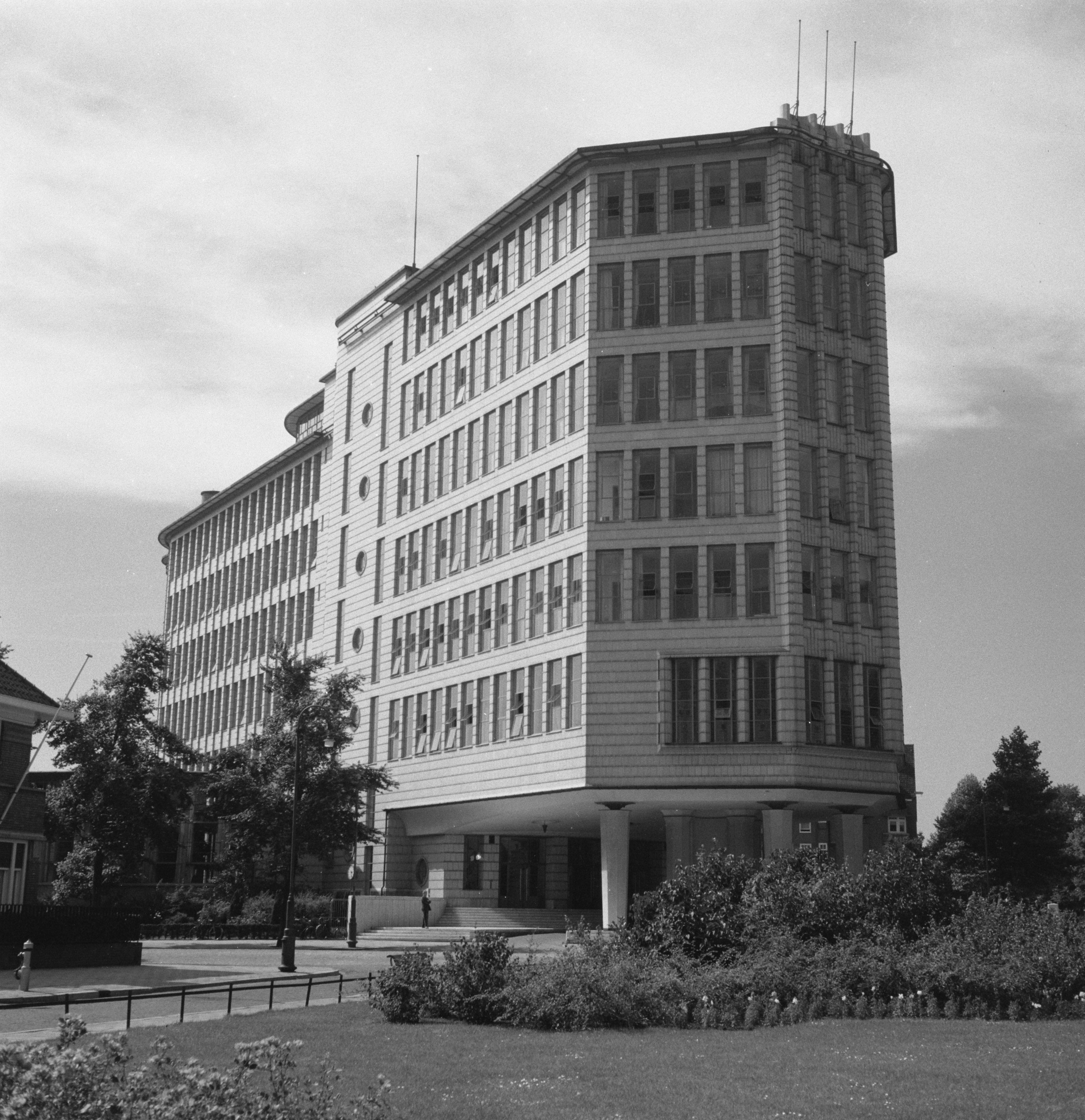
Gebouw van de voormalige Rijksverzekeringsbank te Amsterdam, nu het Apollo House

De Sociale Verzekeringsbank (SVB) is de oudste uitvoerder op het gebied van sociale zekerheid in Nederland. Het is een zelfstandig bestuursorgaan.
De SVB is verantwoordelijk voor de uitvoering van het AOW-pensioen, de kinderbijslag, de AIO, de Algemene nabestaandenwet (Anw), de Wet langdurige zorg (Wlz) en enkele andere regelingen. Daarnaast verzorgt zij een deel van de werkzaamheden van het persoonsgebonden budget pgb, zoals het beheren van de budgetten voor budgethouders, het betalen van de zorgverleners, doet desgewenst de salarisadministratie voor pgb-budgethouders, is betrokken bij de voorbereiding van nieuwe regelingen en adviseert opdrachtgevers over de uitvoering.
Ongeveer 5,6 miljoen mensen in Nederland en rechthebbenden in het buitenland hebben te maken met de SVB. Het bestuursorgaan keert op jaarbasis ruim 62 miljard euro uit aan wie daar wettelijk recht op heeft.

## Geschiedenis
De Rijksverzekeringsbank, voorloper van de SVB, werd in 1901 opgericht om de eerste sociale verzekeringswet uit te voeren: de Ongevallenwet 1901. Ingenieur Cornelis Lely, minister van Waterstaat, Handel en Nijverheid was verantwoordelijk voor de totstandkoming van deze wet.
De Raden van Arbeid werden in 1919 opgericht. Zij voerden samen met de Rijksverzekeringsbank een groot aantal wetten en regelingen uit op het gebied van sociale zekerheid in Nederland, zoals de Ouderdomswet van 1919. De taakverdeling was duidelijk: de Rijksverzekeringsbank was verantwoordelijk voor de fondsen, besliste over de hoogte van de premie en de toekenning, ontzegging en intrekking van uitkeringen en de Raden van Arbeid zorgden voor de berekening en controle van de premiebetaling.
Het Apollo House werd in 1937-1939 aan de Apollolaan en de Stadionweg in Amsterdam-Zuid gebouwd. Het werd het nieuwe hoofdkantoor van de Rijksverzekeringsbank. Het gebouw is sinds 2004 een rijksmonument, maar het hoofdkantoor is al eerder verhuisd.
De Rijksverzekeringsbank kwam in 1956 losser van de overheid te staan en de betrokkenheid met maatschappelijke organisaties werd vergroot. De naam veranderde toen in Sociale Verzekeringsbank.
In 1957 werd de Algemene Ouderdomswet AOW van kracht. Deze wet was de eerste volksverzekering van Nederland. Eerdere wetten waren uitsluitend gericht op werknemers. Doordat dit de eerste volksverzekering was, werd de AOW meteen de grootste wet die de SVB en de Raden van Arbeid uitvoerden.
Er werd vanaf 1941 kinderbijslag uitgekeerd, in eerst instantie alleen aan mensen in loondienst en vanaf het derde kind. In 1963 trad de Algemene Kinderbijslagwet Akw in werking en hiermee kregen zowel loontrekkenden als zelfstandigen recht op kinderbijslag vanaf het derde kind. De Kinderbijslagwet Loontrekkenden KWL gaf mensen in loondienst met een laag inkomen het recht op kinderbijslag voor het eerste en tweede kind en de Kinderbijslagwet Kleine Zelfstandigen KKZ zorgde ervoor dat ook zelfstandigen met een laag inkomen recht kregen op kinderbijslag voor hun eerste en tweede kind. Alle kinderbijslagwetten werden in 1980 samengevoegd tot de huidige Algemene Kinderbijslagwet.
De SVB voerde vanaf begin 2006 voor een aantal Nederlandse gemeenten de Wet werk en bijstand voor 65-plussers uit. Dit is vanaf 2010 ondergebracht onder de naam Aanvullende inkomensvoorziening ouderen AIO en sindsdien verzorgt de SVB dit voor alle gemeenten als wettelijke taak. De SVB is sinds januari 2015 verantwoordelijk voor de uitbetaling van het Trekkingsrecht pgb. Mensen met een beperking, die een persoonsgebonden budget ontvangen, mogen zelf de zorg kiezen die hun wordt toebedeeld.

## Organisatie
De raad van bestuur wordt door de minister van Sociale Zaken en Werkgelegenheid aangesteld. De raad van bestuur bestaat uit Diana Starmans, voorzitter, Hellen van Dongen en Edward John Paulina (per 1 september 2025).
De SVB werkt samen met het BKWI, UWV en gemeenten, maar heeft ook een belangrijke rol, omdat steeds meer mensen over de grens wonen en werken. De SVB beschikt over een uitgebreid internationaal netwerk en is vertegenwoordigd in een groot aantal samenwerkingsverbanden binnen en buiten de Europese Unie.

### Taken
De SVB voert wetten en regelingen uit voor verschillende overheidsorganisaties:
Ministerie van Sociale Zaken en Werkgelegenheid
- uitvoering Algemene Ouderdomswet AOW
- uitvoering Algemene Nabestaandenwet Anw
- uitvoering Algemene Kinderbijslagwet AKW
- uitvoering Aanvullende Inkomensvoorziening voor ouderen AIO
- overbruggingsregeling AOW[2] (OBR)
- uitvoering Remigratiewet REM
- Wet op het kindgebonden budget WKB / Wet kinderopvangtoeslag Wko
- uitvoering detacheringsverklaringen.(ID)

Ministerie van Volksgezondheid, Welzijn en Sport
- Verzetsdeelnemers en oorlogsgetroffenen: uitvoering van vijf verschillende wetten en een regeling voor psychotherapie. Deze bieden ondersteuning aan verzetsdeelnemers en oorlogsgetroffenen van de Tweede Wereldoorlog.
- uitvoering Regeling Tegemoetkoming Asbestslachtoffers TAS
- regeling tegemoetkoming niet loondienstgerelateerde slachtoffers van mesothelioom TNS
- regeling persoonsgebonden budget Wlz en WMO, valt onder het pgb

Gemeenten
- Regeling persoonsgebonden budget WMO, valt onder het pgb

UWV en het CAK
- werkzaamheden als verbindingskantoor voor Duitse zaken op het terrein van sociale verzekeringen;
- werkzaamheden door sociale ambtenaar in Marokko, Turkije en Spanje.

### Overige diensten
- De SVB brengt ieder jaar een lijst met de meest gekozen kindernamen uit.

## Vestigingen
De SVB heeft elf vestigingen: in Amstelveen, Groningen, Deventer, Nijmegen, Roermond, Breda, Rotterdam, Leiden, Zaanstad en twee in Utrecht. Er werken zo’n 4.500 mensen bij de SVB.

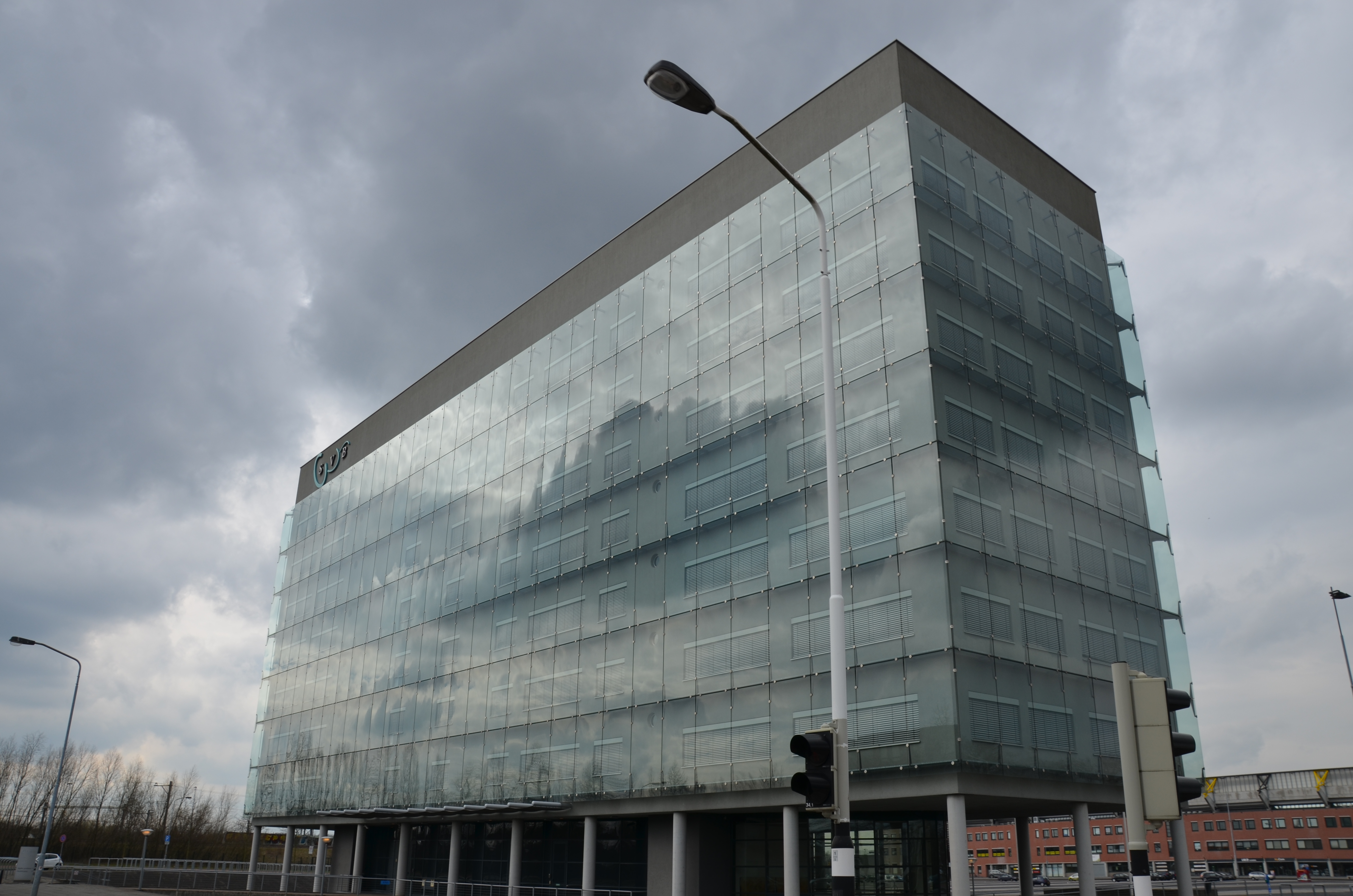
Breda
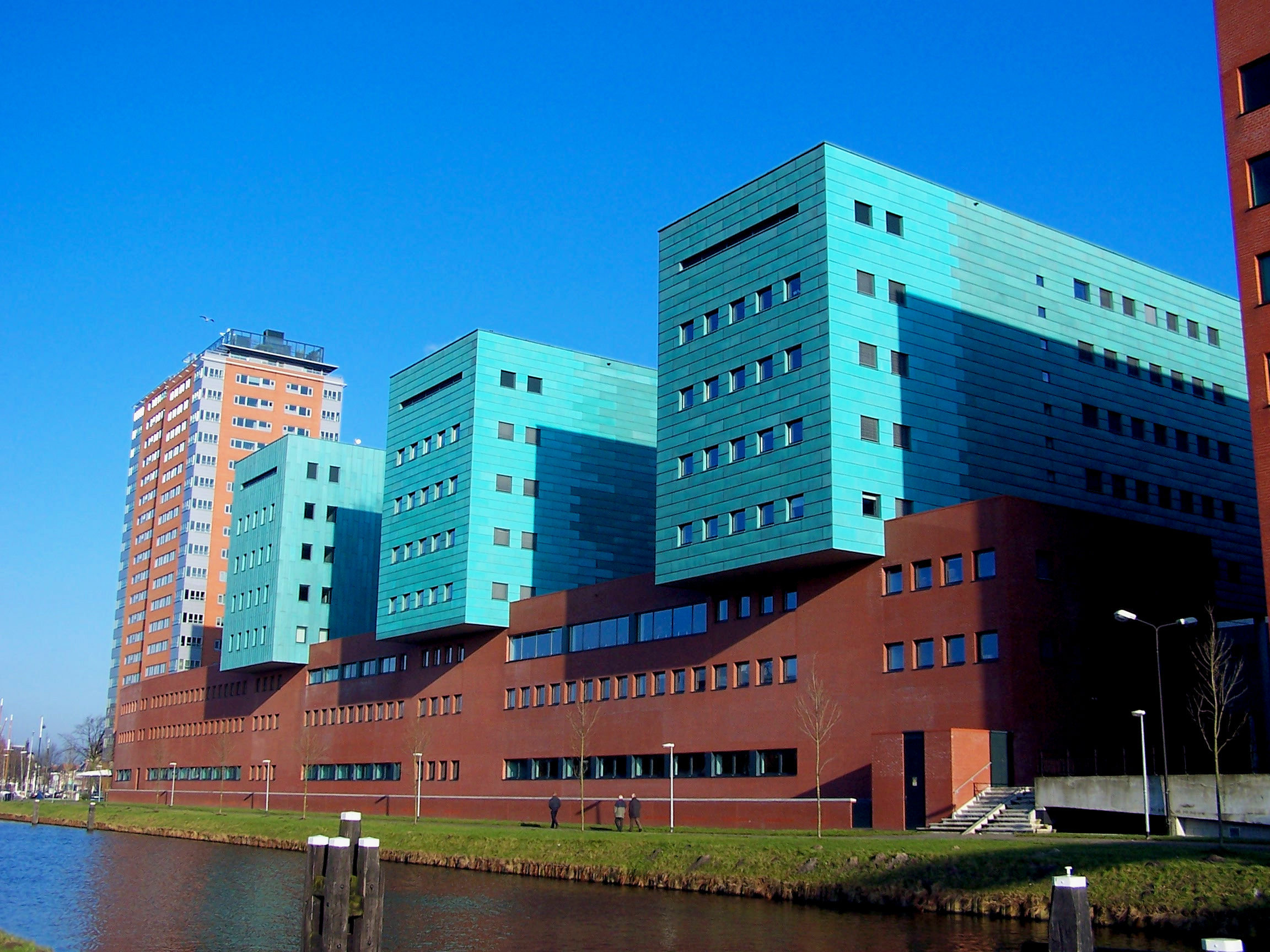
Groningen
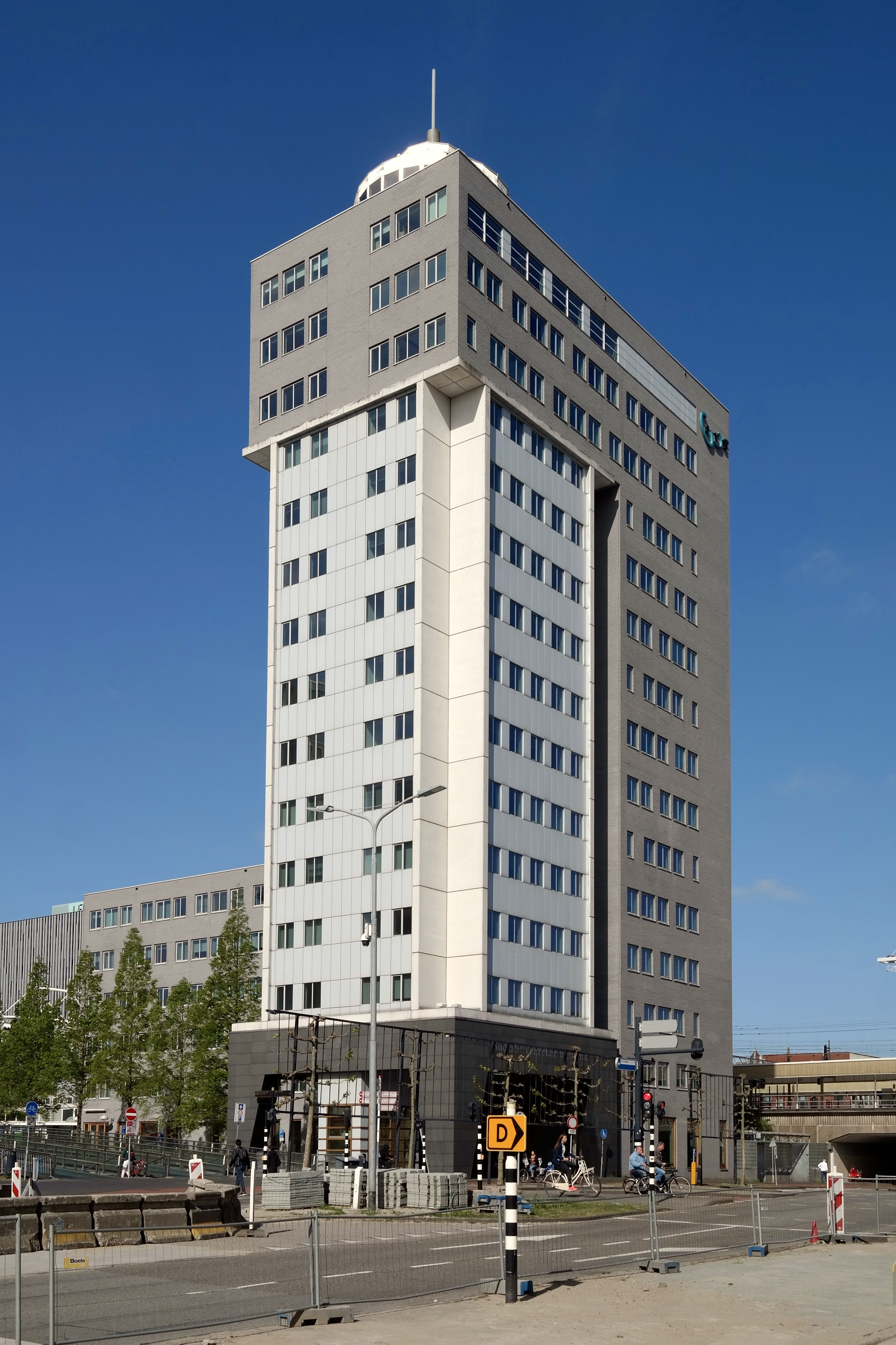
Leiden
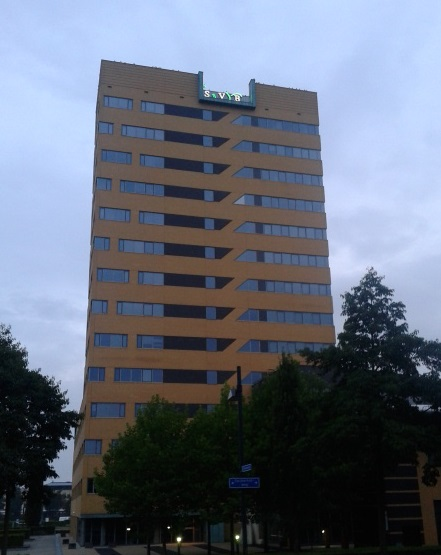
Nijmegen
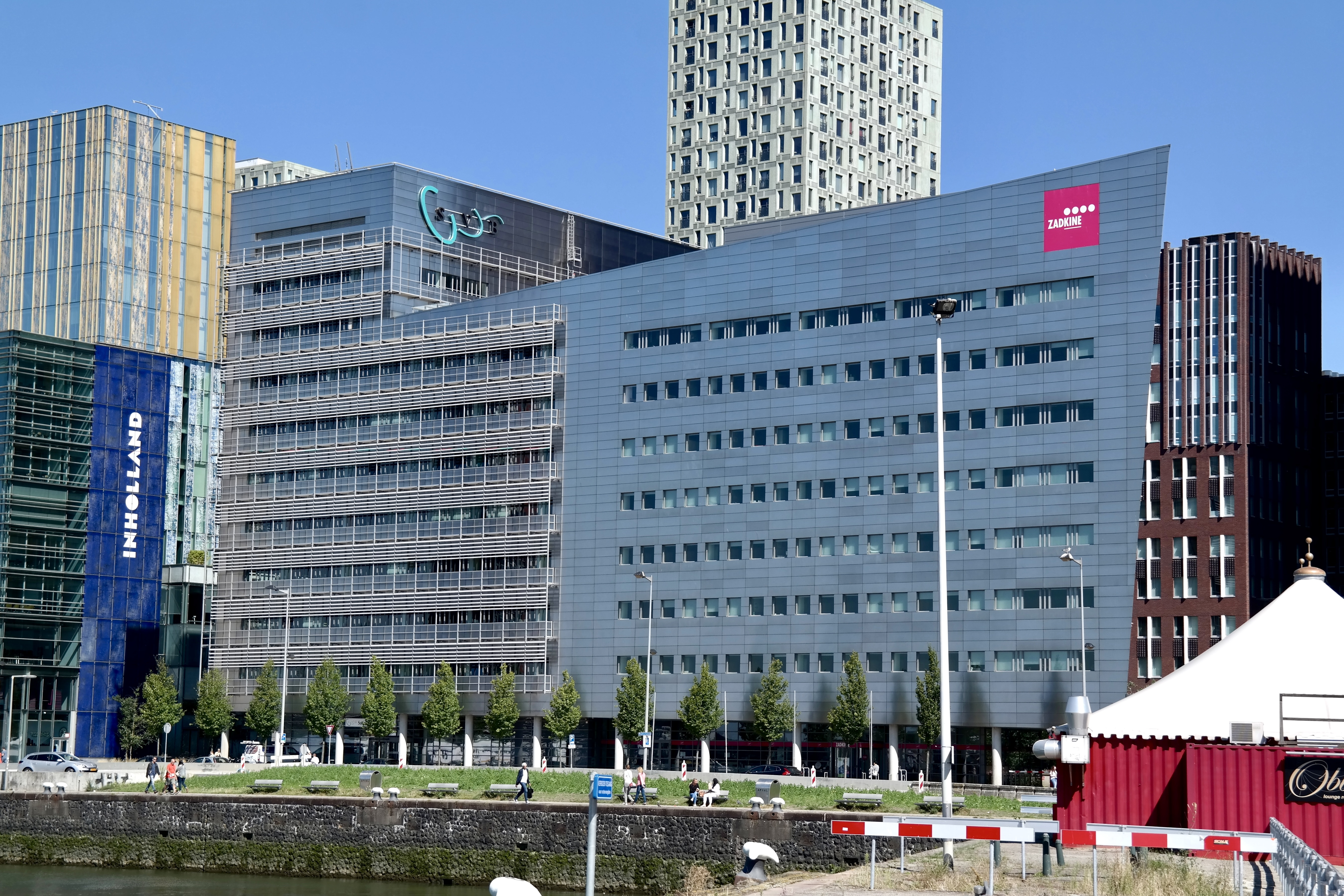
Rotterdam